# Practice Makes Paper
Practice Makes Paper è il ventiseiesimo album del rapper statunitense E-40, pubblicato nel 2019. Partecipano al disco, tra gli altri, Scarface, Method Man & Redman, Anthony Hamilton, Chris Brown, G-Eazy, Rick Ross, Wiz Khalifa e Schoolboy Q.

## Tracce
1. Wake They Shit Up (featuring B-Legit & Stressmatic) – 3:44 – Traxamillion
2. GOAT (featuring Milla) – 2:27 – Clayton Williams
3. Chase the Money (featuring Quavo, Roddy Ricch, ASAP Ferg & Schoolboy Q) – 4:45 – ChaseTheMoney
4. 1 Question (featuring Chris Brown, Rick Ross & Jeremih) – 4:10 – Hitmaka
5. Rain on My Parade (featuring Ty Dolla Sign & G-Eazy) – 3:12 – Paupa and Cypress Moreno
6. Big Deal (featuring Wiz Khalifa & P-Lo) – 2:43 – P-Lo
7. Watch the Homies (featuring Scarface) – 3:50 – Prop The Producer
8. I Don't Like Em (featuring Cousin Fik & Laroo) – 3:55 – Traxx FDR
9. I'm it – 2:22 – Bankroll Got it
10. No Choice (featuring James Too Cold) – 3:07 – Fresh on the Beat
11. I Come From The Game (featuring Payroll Giovanni, Peezy & Sada Baby) – 3:53 – Helluva
12. Don't @ Me (featuring OMB Peezy) – 3:36 – Traxamillion
13. Blossom (featuring Rexx Life Raj & Boosie Badazz) – 2:29 – Reece Beats
14. Made This Way (featuring Tee Grizzley & Rod Wave) – 3:08 – Traxx FDR
15. Ooh (featuring Problem) – 3:05 – Raytona
16. Another One (featuring Fabolous & Red Café) – 3:33 – Traxx FDR
17. In the Struggle – 2:20 – Zeke Beats
18. I'mma Find Out – 2:40 – Decadez
19. Stayed Down (featuring OMB Peezy, Trenchrunner Poodie & Damani) – 3:46 – Traxamillion
20. All Day Long (featuring Stupid Young) – 2:36 – Paupa
21. Surroundings (featuring Stressmatic) – 3:27 – Dnyce
22. Bet You Didn't Know – 3:45 – Issue
23. Facts Not Fiction (featuring Stressmatic) – 3:11 – Helluva
24. Thou Wow (featuring Iamsu!) – 3:26 – Iamsu!
25. Keep On Gassin' (featuring Method Man, Redman & Bosko) – 4:07 – Supa Dave West
26. My Everything (featuring Anthony Hamilton & K-Ci) – 3:32 – Disko Boogie

## Classifiche settimanali
| Classifica (2019)         | Posizione massima |
| ------------------------- | ----------------- |
| Stati Uniti               | 65                |
| US Independent Albums     | 9                 |
| US Top R&B/Hip-Hop Albums | 32                |